# Ayacucho partido
Ayacucho  egy partido (körzet) Argentínában,  Buenos Aires tartományban. A fővárosa Ayacucho.

## Települések
Városok
| - Ayacucho |

Falvak ( Parajes)
| - Udaquiola - La Constancia - Solanet - Cangallo | - Langueyú - Fair - San Ignacio |  |

## Népesség
| Népesség | 2.993 | 12.511   | 15.188  | 19.621  | 18.795 | 17.825 | 18.777 | 19.634 | 19.669 |
| Változás | -     | +318,00% | +21,39% | +29,18% | -4,20% | -5,16% | +5,34% | +4,56% | +0,17% |